# Poecilodryas superciliosa
La balia australiana dai sopraccigli bianchi (Poecilodryas superciliosa (Gould, 1847)) è un uccello della famiglia dei Petroicidi originario dell'Australia nord-orientale.

## Tassonomia
La specie è stata descritta dal naturalista John Gould nel 1847; il nome del genere cui appartiene, Poecilodryas, deriva dal greco antico poikilos («piccola») e dryas («driade»), mentre quello specifico, superciliosa, deriva dal termine latino supercilium («sopracciglio»). Appartiene alla famiglia dei cosiddetti «pettirossi australasiatici», i Petroicidi o Eopsaltridi. Gli studi sull'ibridazione del DNA condotti da Charles Sibley e Jon Ahlquist spinsero gli studiosi a classificare questo gruppo nel parvordine dei Corvida, che comprende molti Passeriformi tropicali e australiani, tra i quali i Pardalotidi, i Maluridi, i Melifagidi e i Corvidi. Tuttavia, grazie a ricerche molecolari più recenti, è stato scoperto che i Petroicidi appartengono invece a uno dei rami più antichi dell'altro parvordine degli Oscini, i Passerida (o uccelli canori «avanzati»).
In passato la balia australiana ventrefulvo era considerata una sottospecie della balia australiana dai sopraccigli bianchi.

## Descrizione
La balia australiana dai sopraccigli bianchi ha, come indica il nome, una caratteristica striscia bianca sugli occhi che ricorda un sopracciglio. Le regioni superiori sono marrone-oliva, con una macchia bianca sulle ali. Le regioni inferiori sono più chiare: il petto è grigio chiaro e il ventre bianco. Il becco è nero e gli occhi sono marrone scuro.

## Distribuzione e habitat
È endemica dell'Australia, e si incontra dalla penisola di Capo York fino al fiume Burdekin, nel Queensland.

## Biologia
La stagione degli amori va da agosto o settembre fino a febbraio o marzo; nel corso di un'unica stagione ciascuna coppia può avere anche due nidiate. Il nido è costituito da una sorta di coppa poco profonda fatta di corteccia ed erbe, fissati e legati assieme da tela di ragno, penne e ciuffi di pelo, mentre l'esterno è ricoperto da licheni o frammenti di corteccia. La struttura è posta generalmente alla biforcazione di un albero o tra i rampicanti, a pochi metri di altezza dal suolo. Ciascuna nidiata è composta da due uova, di 20×15 mm, di colore variabile dal crema al camoscio, punteggiato da macchioline marrone, generalmente concentrate attorno al polo maggiore.